# 乌尔班·埃迪特
乌尔班·埃迪特（匈牙利語：Urban Edit，1961年3月27日—），匈牙利前女子乒乓球运动员。她曾获得4枚欧洲乒乓球锦标赛金牌。她也参加了1988年夏季奥林匹克运动会。